# Eresia werneri
Eresia werneri är en fjärilsart som beskrevs av Erich Martin Hering och Hopp 1925. Eresia werneri ingår i släktet Eresia och familjen praktfjärilar. Inga underarter finns listade i Catalogue of Life.